# Matarraña
Matarraña (arag., kat. Matarranya) – comarca (powiat) w Hiszpanii, w Aragonii, w prowincji Teruel. Stolicą comarki jest Valderrobres, z 2290 mieszkańcami jest jej największym miastem. Comarca ma powierzchnię 933 km². Mieszka w niej 8894 obywateli.
Nazwa comarki pochodzi od rzeki Matarranya przepływającej przez nią. W okręgu używa się języka katalońskiego.

## Gminy
Comarca dzieli się na 18 gmin.
- Arens de Lledó
- Beceite
- Calaceite
- Cretas
- Fórnoles
- La Fresneda
- Fuentespalda
- Lledó
- Mazaleón
- Monroyo
- Peñarroya de Tastavins
- La Portellada
- Ráfales
- Torre de Arcas
- Torre del Compte
- Valdeltormo
- Valderrobres
- Valjunquera